# Quercus tinkhamii
Quercus tinkhamii är en bokväxtart som beskrevs av Cornelius Herman Müller. Quercus tinkhamii ingår i släktet ekar, och familjen bokväxter. Inga underarter finns listade i Catalogue of Life.